# هیره سرخ
هیرهٔ سرخ (نام علمی: Dermanyssus gallinae) نام یک گونه از راسته میان‌روزنان است.